# Національна ліга Північ
Національна ліга Північ (англ. National League North), до сезону 2015–16 — Північна Конференція (англ. Conference North) — є одним з двох других дивізіонів Національної ліги Англії, що знаходяться на наступному після Національної ліги рівні. Разом з Національною лігою Південь вона знаходиться на шостому рівні системи футбольних ліг Англії.

## Чемпіони

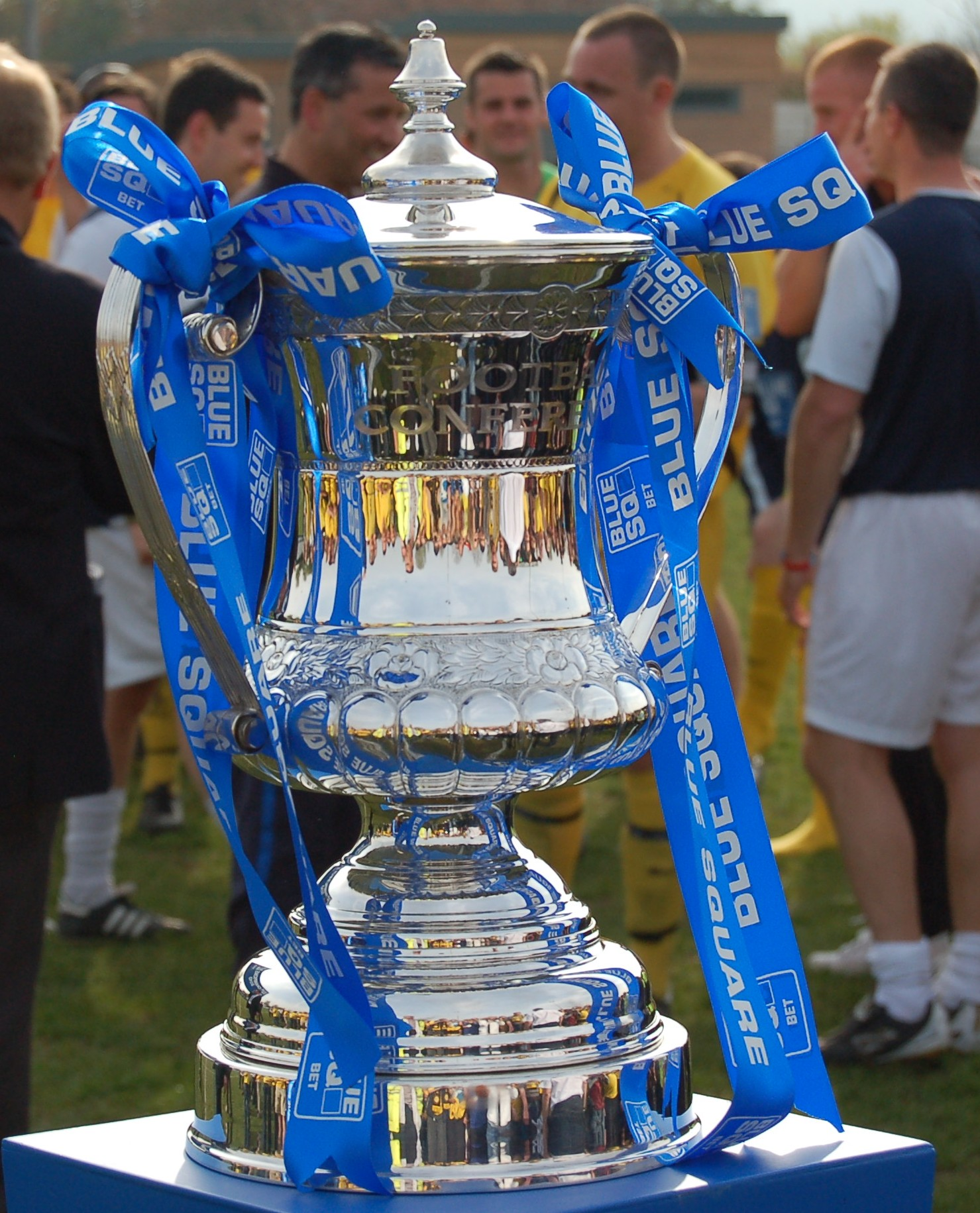
Кубок Північної Конференції

| Сезон   | Переможець       | Переможець плей-оф          |
| ------- | ---------------- | --------------------------- |
| 2004-05 | Саутпорт         | Олтрінгем                   |
| 2005-06 | Нортвіч Вікторія | Стаффорд Рейнджерс          |
| 2006-07 | Дройлсден        | Фарслі Селтік               |
| 2007-08 | Кеттерінг Таун   | Барроу                      |
| 2008-09 | Тамворт          | Гейтсгед                    |
| 2009-10 | Саутпорт         | Флітвуд Таун                |
| 2010-11 | Альфретон Таун   | Телфорд Юнайтед             |
| 2011-12 | Гайд Юнайтед     | Ненітон Таун                |
| 2012-13 | Честер           | Галіфакс Таун               |
| 2013-14 | Телфорд Юнайтед  | Олтрінгем (футбольний клуб) |
| 2014-15 | Барроу           | Гайзлі                      |
| 2015-16 | Соліхалл Мурс    | Норт Феррібі Юнайтед        |
| 2016-17 | Файлд            | Галіфакс Таун               |
| 2017-18 | Солфорд Сіті     | Гаррогейт Таун              |
| 2018-19 | Стокпорт Каунті  | Чорлі                       |

## Рекорди
| Найбільша домашня перемога | Флітвуд Таун 8-0 Реддіч Юнайтед, 14 листопада 2009    |
| Найбільша виїзна перемога  | Реддіч Юнайтед 0-9 Бостон Юнайтед, 21 серпня 2010     |
| Найрезультативніший матч   | Сталібрідж Селтік 3-7 Гайд, 1 січня 2007              |
| Найбільше очок за сезон    | Честер — 103 очки, сезон 2012–2013 (залишилась 1 гра) |
| Найбільше перемог у сезоні | Честер — 33, сезон 2012–2013 (залишилась 1 гра)       |
| Найбільше голів за сезн    | Честер — 100, сезон 2012–2013 (залишилась 1 гра)      |
| Найбільше чемпіонств       | 2 — Саутпорт (2004-05, 2009-10)                       |
| Найдовша серія без поразок | 30 ігор (29 вересня 2012 — 06 квітня 2013) — Честер   |